# 剪刀找貓法
剪刀找貓法是一項都市傳說，是利用剪刀尋找走失的貓的方法。

## 傳說內容
剪刀找貓法的起源不詳，流傳於網路的「剪刀找貓法」的常見版本如下：
1. 在灶台上放一碗斟滿的清水，如無灶台，則放在瓦斯爐上。
2. 將剪刀打開，平放在碗上，剪刀開口朝向門口或窗口。
3. 心中默默與貓對話，呼喚貓的名字。
4. 貓沒有回家前，碗和剪刀都不可移動。如果移動，則必須從第一個步驟重來。
5. 貓回來後，抓住貓或將貓放於提籃內，繞灶台三圈以示感謝。

在有人因為家貓走失而向網友求助時，偶爾會有網友提供此方法，也有人表示因此將貓找回。

## 相關作品
導演侯季然在2018年推出紀錄短片《剪刀找貓》，片長18分鐘，該片屬於《時光台灣》系列之一。片中記錄尋找自己所飼養的貓「MUJI」的經過，過程歷經十個月。此外侯季然表示自己的朋友也使用此種方式成功找回他所飼養的貓。
國立故宮博物院在2020年推出短劇《故事宮寓》，其中一集以剪刀找貓法和北宋汝窯青瓷無紋水仙盆為題材。